# Het heeft zo moeten zijn
Het heeft zo moeten zijn is een lied van de Nederlandse zanger Jaap Reesema. Het werd in 2023 als single uitgebracht. 

## Achtergrond
Het heeft zo moeten zijn is geschreven door Jaap Reesema en Joren van der Voort en geproduceerd door Van der Voort. Het is een nummer dat past in het genre nederpop. In het lied zingt de artiest over de ontmoeting en de verdere relatie met zijn vrouw. Reesema vertelde dat hij het nummer bewust in de zomer uitbracht, aangezien hij vond dat liefdesliedjes bij de zomer passen. In de bijbehorende videoclip zijn Kim Kötter, de vrouw van Reesema, en hun kinderen te zien.

## Hitnoteringen
De zanger had weinig succes met het lied. Er was geen notering in de Single Top 100 en ook de Top 40 werd niet bereikt. Bij laatstgenoemde was er wel de twintigste plaats in de Tipparade. 